# روبنس ۱۰۱۵۱
سیارک ۱۰۱۵۱ (به انگلیسی: 10151 Rubens، نامگذاری:1994PF22) ده هزار و صد و پنجاه و یکمین سیارک کشف شده‌است که در ۱۲ اوت ۱۹۹۴ کشف شد.
قدر مطلق سیارک برابر ۱۴٫۲۰ است.